# Зофія Ридет
Зофія Ридет (5 травня 1911 року — 24 серпня 1997 року) — польська фотографка, найвідоміша за проєктом «Соціологічний запис», який мав на меті документувати кожне домогосподарство в Польщі. Вона почала працювати над «Соціологічним записом» у 1978 році у 67-річному віці й зробила майже 20 000 знімків до своєї смерті в 1997 році. Багато фотографій залишаються нерозробленими.
Ридет фотографувала переважно дітей, чоловіків, жінок, пар, сімей та літніх людей серед їхніх речей. Схильна фотографувати своїх об'єктів прямо, використовуючи широкоформатний об'єктив та спалах.

## Життєпис
Народилась у Станіславові. Відвідувала школу в Снопкуві. У молодості мала ряд професій, таких як робота в польському бюро подорожей та управління канцелярським магазином.
Згодом повернулася до захоплення фотографією. У 1954 році вступила до Товариства фотографії Гливиць та вдосконалила свої навички.

## Творчість
У 1961 р. відбулася велика виставка фотографій Зофії Ридет «Маленька людина». Намір мисткині полягав у тому, щоб показати, що діти мали хороші і погані емоції у своєму житті, як і дорослі. Вона хотіла показати, як суспільні проблеми та політика можуть впливати на дітей, відмовляючись демонструвати дітей як безтурботний стереотип.
У 1965 р. фото були зібрані в книгу під редакцією Войцеха Замєчника. Того ж року Ридет стала членкинею Спілки польських художніх фотографів.
У книзі «Пасаж часу» (1963—1977 рр.) Ридет зображує гідність і грацію старості в серії інтимних портретів. У 1976 році її було нагороджено Міжнародною федерацією міжнародних мистецтв (EFIAP).
У 1978 році Ридет розпочала роботу над проєктом «Соціологічний запис». Проєкт складається з тисяч неформальних чорно-білих фото, зроблених у звичайних домашніх господарствах по всій Польщі, особливо з регіонів Підгале, Верхня Сілезія та району Сувалкі.
Протягом останніх років життя, будучи заслабкою, щоб подорожувати з фотоапаратом, Ридет звернулася до фотоколажу та модифікувала свої фотографії, розрізаючи їх та додаючи ґудзики, тканину та сухі квіти.
Перша велика виставка Соціологічних записів відбулася в 2015 році в Музеї сучасного мистецтва у Варшаві та в Же-де-Пауме, Шато де Тур. Її фото можна знайти в постійних колекціях Музею сучасного мистецтва в Нью-Йорку Чиказькому художньому інституті та Центрі Жоржа Помпіду, Париж, та Національному музеї сучасного мистецтва, Кіото.
Померла в Гливицях на 24 серпня 1997 року.